# Johannes Poulsen

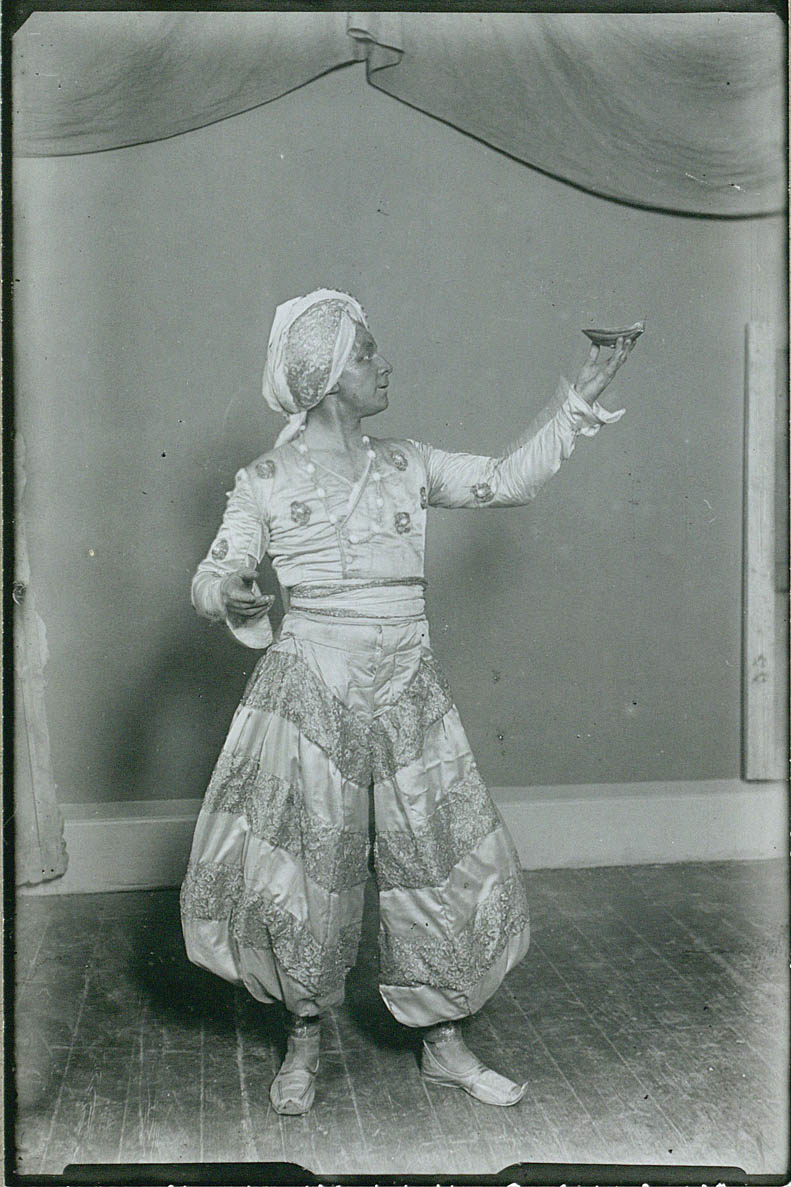
Johannes Poulsen como Aladino en 1919

 Johannes Poulsen (17 de noviembre de 1881 – 14 de octubre de 1938) fue un actor y director de nacionalidad danesa.

## Biografía
Nacido en Copenhague, Dinamarca, era hijo del actor y director Emil Poulsen (1842-1911) y Anna Augusta Dorthea Winzentine Margrethe Næserbror, y hermano de Adam y Svenn Poulsen. Debutó en el Dagmarteatret en el año 1901. En 1909 ingresó en el Teatro Real de Copenhague como actor, trabajando a partir de 1917 también como director. Permaneció en dicho teatro hasta el momento de su muerte, salvo diferentes actuaciones llevadas a cabo entre 1928 y 1930 en Noruega y otros países. Entre sus papeles más destacados figuran los de Peer Gynt, Shylock, Enrique VIII y el loco en Noche de reyes. Su último papel teatral fue el de Cristián IV de Dinamarca en Elverhøj el 31 de mayo de 1938.
Poulsen debutó en el cine en 1910 actuando para Regia Kunstfilm, trabajando después en cuatro producciones mudas de Nordisk Film. Además, rodó en 1938 una película sonora. 
Escribió un libro, Gennem de fagre riger, publicado en 1916.
Johannes Poulsen falleció en Copenhague en el año 1938, siendo enterrado en Skagen. Se había casado tres veces. Su primera esposa fue la noruega Ingeborg Maria Hauge. Se segundo matrimonio fue con Sylvia Pio, y su tercera esposa fue la bailarina y actriz Ulla Poulsen. Mantuvo también una breve relación con Erna Hamilton.

## Filmografía
- 1910 : Elskovsbarnet
- 1910 : Djævlesonaten
- 1910 : Et Gensyn
- 1910 : Elskovsleg
- 1911 : Balletdanserinden, de August Blom
- 1911 : Dyrekøbt Glimmer, de Urban Gad
- 1912 : Indbruddet hos Skuespillerinden, de Eduard Schnedler-Sørensen
- 1938 : Champagnegaloppen, de George Schnéevoigt